# Analytischer Untergruppensatz
In der Mathematik ist der analytische Untergruppensatz ein wichtiges Ergebnis der modernen Transzendenztheorie. Er kann als eine Verallgemeinerung von Bakers Satz über Linearformen in Logarithmen gesehen werden. Gisbert Wüstholz hat ihn in den 1980er Jahren bewiesen. Er markierte einen Durchbruch in der Theorie der transzendenten Zahlen. Viele seit langem bestehende Probleme lassen sich als direkte Konsequenzen ableiten.

## Aussage
Wenn {\displaystyle G} eine kommutative algebraische Gruppe ist, die über einem algebraischen Zahlkörper definiert ist und {\displaystyle A} eine Lie-Untergruppe von {\displaystyle G} mit über dem Zahlkörper definierter Lie-Algebra ist, dann enthält {\displaystyle A} keinen nicht-trivialen algebraischen Punkt von {\displaystyle G}, außer {\displaystyle A} enthält eine echte algebraische Untergruppe.
Einer der zentralen neuen Bestandteile des Beweises war die von David Masser und Gisbert Wüstholz in Sonderfällen entwickelte und von Wüstholz im allgemeinen Fall begründete Theorie der Multiplizitätsabschätzungen auf Gruppenvarietäten, die im Beweis des analytischen Untergruppensatzes eine zentrale Rolle spielt.

## Die Folgen
Eine der spektakulären Konsequenzen des analytischen Untergruppensatzes waren die von Masser und Wüstholz bewiesenen Isogenieabschätzungen. Eine direkte Konsequenz ist die Tate-Vermutung für abelsche Varietäten, die Gerd Faltings mit völlig anderen Methoden bewiesen hat und die in der modernen arithmetischen Geometrie viele Anwendungen findet.
Mit Hilfe der Multiplizitätsabschätzungen auf Gruppenvarietäten gelang es Wüstholz, die endgültige Form des Satzes von Baker über Linearformen in Logarithmen zu erhalten. Dies wurde in einer gemeinsamen Arbeit mit Alan Baker in eine effektive Form gebracht, die den heutigen Stand der Technik darstellt. Neben den Multiplizitätsabschätzungen war eine weitere neue Komponente eine sehr ausgeklügelte Verwendung der geometrischen Zahlentheorie, um eine sehr scharfe untere Schranke zu erhalten.